# Кирюхин, Роман Викторович
Роман Викторович Кирю́хин (род. 13 ноября 1981, Тула) — российский журналист, телеведущий.

## Биография
Родился в Туле. Окончил юридический факультет Современного гуманитарного университета и Российской правовой академии. На втором курсе начал участвовать в играх КВН.
КВН привел Романа на телевидение. Журналистское образование он получил на курсах журналистики «Интерньюс» (среди преподавателей там был и Игорь Кириллов). На тульском телевидении Роман работал три года корреспондентом информационных программ (а конкретно на телекомпании "Плюс 12", которая ретранслировала канал REN-TV в Туле и Тульской области с 2002 по 2006 годы.) Сначала был корреспондентом (курировал темы экономики, политики, культуры), в Петербург уезжал уже начальником отдела спецпроектов и ведущим итоговой еженедельной аналитической программы.
Переехал в Петербург, начал работать на Пятом канале (в тот момент его как раз выводили на федеральный уровень). Четыре года снимал сюжеты, спецрепортажи, редактировал и вёл программу «Сейчас о спорте». Разработал, снял и выпустил в эфир программы «оПять о футболе» линейку сюжетов «оПять о болении». В качестве футбольного комментатора — работал с Геннадием Орловым и Василием Уткиным.
С 2010 по 2016 вёл информационную программу «Сейчас». Также комментировал баскетбольные матчи сезона 2010 на телеканале «Санкт-Петербург».
В 2016 году — автор и ведущий программы «Актуально» на Пятом канале.
С сентября 2017 года — автор и ведущий программ на канале «78» (Санкт-Петербург). Вёл программы «Горожане», «Середина дня», «Известия 78», многочисленные телемарафоны. Совместно с Центром подводных исследований Русского географического общества выпускает в эфир регулярный проект и серию документальных фильмов «Подводный роман».